# Пепелино (Курганская область)
Пепелино — село в Куртамышском районе Курганской области России. Административный центр Пепелинского сельсовета.

## География
Село находится в южной части области, в пределах юго-западной части Западно-Сибирской равнины, в лесостепной зоне, на западном берегу озера Пепелина, на расстоянии примерно 22 километров (по прямой) к северо-западу от города Куртамыша, административного центра района. Абсолютная высота — 158 метров над уровнем моря.
Климат
Климат характеризуется как континентальный, с холодной продолжительной малоснежной зимой и тёплым сухим летом. Среднегодовая температура — −1 °C. Средняя температура воздуха самого холодного месяца (января) составляет −17,7 °C (абсолютный минимум — −49 °С); самого тёплого месяца (июля) — 19 °C (абсолютный максимум — 41 °С). Безморозный период длится 113 дней. Годовое количество атмосферных осадков — 344 мм, из которых 190—230 мм выпадает в вегетационный период. Продолжительность периода с устойчивым снежным покровом равна 161 дню.

## История
До 1917 года входило в состав Долговской волости Челябинского уезда Оренбургской губернии. По данным на 1926 год состояло из 472 хозяйств. В административном отношении являлось центром Пепелинского сельсовета Долговского района Челябинского округа Уральской области.

## Население
| 1989 | 2002 | 2010 | 2012 | 2013 | 2014 | 2015 |
| ---- | ---- | ---- | ---- | ---- | ---- | ---- |
| 792  | ↘617 | ↘506 | ↘484 | ↘447 | ↘432 | ↘425 |
| 2016 | 2017 | 2018 | 2019 | 2020 |      |      |
| ↘413 | ↘405 | →405 | ↗615 | ↘603 |      |      |

По данным переписи 1926 года в селе проживало 2195 человек (984 мужчины и 1211 женщин), в том числе: русские составляли 100 % населения.
Гендерный состав
По данным Всероссийской переписи населения 2010 года в гендерной структуре населения мужчины составляли 43,1 %, женщины — соответственно 56,9 %.
Национальный состав
Согласно результатам Всероссийской переписи населения 2002 года, в национальной структуре населения русские составляли 95 %.